# Avenue des Mésanges (Bruxelles)
Pour les articles homonymes, voir Rue des Mésanges.
L'avenue des Mésanges (en néerlandais : Mezenlaan) est une rue bruxelloise de la commune d'Auderghem qui va de l'avenue des Martinets à l'avenue du Parc de Woluwe sur une longueur de 290 mètres. Elle enferme également le clos des Mésanges.

## Historique et description
Il existe déjà des plans relatifs à cette voie publique datés du 26 décembre 1908 et du 29 octobre 1910, mais la date précise de sa création est inconnue. 
On peut cependant affirmer que la construction de la partie montante depuis l'avenue du Parc de Woluwe commença durant la Première Guerre mondiale ; il existe des archives des canalisations techniques s'y référant en 1916.
L’autre partie entre l’avenue Isidore Geyskens et l’avenue des Martinets ne sera réalisée que beaucoup plus tard. L’administration oublia même de donner un nom à l’avenue, dans un procès-verbal officiel.
- Premier permis de bâtir délivré le 28 octobre 1922 pour le no 1.

L'avenue porte un nom d'oiseau parce qu'elle est située dans le quartier appelé depuis toujours le Chant d'Oiseau.